# Dušan Snopko
Dušan Snopko (* 6. listopadu 1975) je slovenský basketbalista hrající v letech 2000-2007 českou Národní basketbalovou ligu. Hraje na pozici křídla.
Je vysoký 195 cm, váží 88 kg.

## Kariéra
- 2000–2002 : BK SČE Děčín
- 2003–2004 : Wolfenbüttel Dukes (Nemecko)
- 2004–2006 : BK Opava
- 2006–2007 : BK Kondoři Liberec
- 2008–2011 : Pezinok
- 2012–2017 : MŠK BO Holíč

## Statistiky
| Sezóna   | Soutěž      | Odehrané minuty | Průměr na zápas | Body | Průměr na zápas |
| -------- | ----------- | --------------- | --------------- | ---- | --------------- |
| 2000/01  | Mattoni NBL | 439.9           | 13.7            | 187  | 5.8             |
| 2001/02  | Mattoni NBL | 355.5           | 13.2            | 123  | 4.6             |
| 2004/05  | Mattoni NBL | 754.9           | 23.6            | 304  | 9.5             |
| 2005/06  | 2. liga     | 70.2            | 35.1            | 34   | 17.0            |
| 2006/07* | Mattoni NBL | 248.1           | 13.8            | 109  | 6.1             |

- Rozehraná sezóna - stav k 20.1.2007